# Jordan Courtney-Perkins
Jordan Courtney-Perkins (ur. 6 listopada 2002 w Brisbane) – australijski piłkarz występujący na pozycji obrońcy w australijskim klubie Sydney FC. Wychowanek Brisbane City, w trakcie swojej kariery grał także w Brisbane Roar oraz Raków Częstochowa. Młodzieżowy reprezentant Australii.